# Tärtär (distrikt)
Tärtär rayonu (Azerbajdzjanska: Tərtər rayonu) är ett distrikt i Azerbajdzjan. Det ligger i den centrala delen av landet, 250 km väster om huvudstaden Baku. Antalet invånare är 63 745. Arean är 412 kvadratkilometer.
Terrängen i Tärtär rayonu är platt åt nordost, men åt sydväst är den kuperad.
Följande samhällen finns i Tärtär rayonu:
- Tärtär
- Martakert
- Hacıqärvänd
- Sarov
- Seydimli
- Azad Qaraqoyunlu
- Hüseynli
- Sakhlanbad
- Qaynaq
- Mamırlı
- Kyucharli
- Ismailbeyli
- Xoruzlu
- Qaraağacı
- Buruc
- Aşağı Oratağ
- Çardaqlı
- Soyulan
- Madagiz
- Mokhratag
- Şıxarx
- Canyataq
- Qasapet
- Zaglik
- Gülyataq
- Ballıqaya
- Agabekalendzh

Trakten runt Tärtär rayonu består till största delen av jordbruksmark. Runt Tärtär rayonu är det ganska glesbefolkat, med 43 invånare per kvadratkilometer.